# クァク・シネ
クァク・シネ（곽신애、郭信愛、1968年10月23日 - ）は、韓国の映画プロデューサーである。

## 人物
バルンソン・エンターテイメント&アーツのCEOであり、2019年の映画『パラサイト 半地下の家族』をプロデュースしたことで知られる。『パラサイト』により彼女はポン・ジュノと共に第92回アカデミー賞作品賞やアジア太平洋映画賞作品賞を獲得したほか、第73回英国アカデミー賞作品賞にもノミネートされた。